# Košarkaška liga Srbije
Die Košarkaška liga Srbije (KLS) (deutsch Basketballliga Serbiens) ist die höchste Spielklasse im serbischen Basketball. In der Liga wird die serbische Basketballmeisterschaft der Herren ausgetragen. Der Landesmeister nimmt an der Euroleague teil. Die Liga bilden zwei Gruppen. In der ersten Gruppe spielen alle Mannschaften, die den Einzug in die Liga geschafft haben; ausgenommen sind jene Teams, die in der ABA, der Nachfolgeorganisation der jugoslawischen Basketballliga YUBA, spielen. In der zweiten Gruppe, genannt die Superliga, spielen die Mannschaften aus der ABA sowie die drei Höchstplatzierten aus der ersten Gruppe. Die vier Höchstplatzierten der Superliga spielen anschließend um den Meistertitel.

## Geschichte
Die Košarkaška liga Srbije entstand 2006 nach der Auflösung des Staatenbundes Serbien und Montenegro. Davor bildeten die serbischen und montenegrinischen Basketballvereine eine gemeinsame Basketballlandesmeisterschaft, die wiederum 1992 aus der jugoslawischen Basketballliga YUBA hervorgegangen war. Nach dem Ausfall der montenegrinischen Mannschaften bildeten die übrig gebliebenen serbischen Mannschaften kurzzeitig die Naša Liga (Unsere Liga), bis offiziell die Gründung einer serbischen Basketballliga folgte.

### Sponsorenbezeichnungen
Die Liga trug im Laufe der Jahre aufgrund von Sponsoring verschiedene Namen:
- Sinalco Košarkaška liga Srbije: 2006–2007
- Swisslion Košarkaška liga Srbije: 2007–2009
- Agroživ Košarkaška liga Srbije: 2011–2013
- Mozzart Košarkaška liga Srbije: 2016–2019
- Admiral Bet Košarkaška liga Srbije: 2021–2025
- Meridianbet Košarkaška liga Srbije: 2025-

## Mannschaften der Saison 2024/25
| Team                     | Stadt               | Spielstätte                      | Zuschauerkapazität |
| ------------------------ | ------------------- | -------------------------------- | ------------------ |
| Radnički Belgrad         | Belgrad             | Sporthalle „David Kalinić“       | 1. 000             |
| Borac Mozzart*           | Čačak               | Sporthalle Čačak                 | 4. 000             |
| Čačak 94                 | Čačak               | Sportzentrum Mladost             | 1. 000             |
| Roter Stern Meridianbet* | Belgrad             | Pionir-Halle                     | 8. 150             |
| Dynamic                  | Belgrad             | Sportzentrum Dynamic             | /                  |
| FMP*                     | Belgrad             | Sporthalle Železnik              | 3. 700             |
| Novi Pazar               | Novi Pazar          | Sportakademie „Doğuș“            | 3. 700             |
| Joker                    | Sombor              | Stadthalle „Moštonga“            | 1. 400             |
| Mega Vizura*             | Belgrad             | Sporthalle „Ranko Žeravica“      | 3. 500             |
| Metalac Valjevo          | Valjevo             | Sporthalle Valjevo               | 2. 500             |
| Mladost                  | Belgrad             | Sportzentrum Master              | 1. 350             |
| Mladost SP               | Smederevska Palanka | Sportzentrum Master              | 1. 350             |
| OKK Belgrad              | Belgrad             | Trainingszentrum Dejan Milojević | 700                |
| Partizan Belgrad*        | Belgrad             | Pionir-Halle                     | 8. 150             |
| Radnički Kragujevac      | Kragujevac          | Sporthalle Jezero                | 3. 570             |
| Sloboda                  | Užice               | Sporthalle Veliki Park           | 2. 200             |
| Sloga                    | Kraljevo            | Sporthalle in Kraljevo           | 3. 350             |
| Spartak*                 | Subotica            | Sporthalle Dudova Šuma           | 3. 500             |
| Tamiš Pančevo            | Pančevo             | Sporthalle Strelište             | 1. 100             |
| Vojvodina                | Novi Sad            | SPENS                            | 6. 987             |
| Vršac                    | Vršac               | Centar Millennium                | 4. 400             |
| Zlatibor                 | Čajetina            | Sporthalle Čajetina              | 1. 000             |

(*) Mannschaften, die am Adriatic-Cup und an der serbischen Superliga teilnehmen

## Der Saisonverlauf
Die Saison in der serbischen Basketballliga ist in zwei Abschnitte mit einer anschließenden Play-off-Phase der besten vier Teams eingeteilt.

### Phase 1 der regulären Saison
In der ersten Phase der regulären Saison treten alle vierzehn Teams sowohl zu Hause als auch auswärts gegen jede andere Mannschaft an, ausgenommen von dieser Runde sind jeweils jene Teams (saisonell vier bis fünf Teams), die Serbien im Adriatic Cup (auch NBL-Cup bekannt) vertreten.

### Phase 2 der regulären Saison
In dieser Phase, auch als serbische Superliga bekannt, wird ebenfalls zu Hause und auswärts gegen jede gegnerische Mannschaft gespielt. Die Runde besteht aus den besten Teams der ersten Phase (saisonell drei bis vier Teams) und den Adriatic-League Mannschaften. Die Anzahl in der Superliga ist auf acht Mannschaften begrenzt.

### Play-offs
In den Play-offs treten die besten vier Teams der zweiten Phase an, in den beiden Halbfinals im Best-of-three-Modus und im Finale im Best-of-five-Modus.

### Landesmeister und Euroleague
Der Gewinner aus den Play-offs wird serbischer Landesmeister im Basketball und vertritt Serbien in der Euroleague.

## Jahreszeiten
| Jahreszeit | Champion                                | Zweiter                                 | Ergebnis                                |
| 2006–07    | Partizan                                | Roter Stern                             | 3-1                                     |
| 2007–08    | Partizan Igokea                         | Hemofarm                                | 3-1                                     |
| 2008–09    | Partizan Igokea                         | Roter Stern                             | 3-2                                     |
| 2009–10    | Partizan Igokea                         | Hemofarm                                | 3-0                                     |
| 2010–11    | Partizan Igokea                         | Hemofarm                                | 3-0                                     |
| 2011–12    | Partizan mt:s                           | Roter Stern                             | 3-1                                     |
| 2012–13    | Partizan mt:s                           | Roter Stern                             | 3-1                                     |
| 2013–14    | Partizan                                | Roter Stern Telekom                     | 3-1                                     |
| 2014–15    | Roter Stern Telekom                     | Partizan NIS                            | 3-0                                     |
| 2015–16    | Roter Stern Telekom                     | Partizan NIS                            | 3-1                                     |
| 2016–17    | Roter Stern mts                         | FMP                                     | 3-0                                     |
| 2017–18    | Roter Stern mts                         | FMP                                     | 3-0                                     |
| 2018–19    | Roter Stern mts                         | Partizan NIS                            | 3-1                                     |
| 2019-20    | Abgesagt aufgrund der COVID-19-Pandemie | Abgesagt aufgrund der COVID-19-Pandemie | Abgesagt aufgrund der COVID-19-Pandemie |
| 2020–21    | Roter Stern mts                         | Mega Soccerbet                          | 2-1                                     |
| 2021–22    | Roter Stern mts                         | FMP Meridian                            | 2-0                                     |
| 2022–23    | Roter Stern Meridianbet                 | FMP Soccerbet                           | 2-0                                     |
| 2023–24    | Roter Stern Meridianbet                 | Partizan Mozzart Bet                    | 2-0                                     |
| 2024–25    | Partizan Mozzart Bet                    | Spartak                                 | 2-0                                     |

## Titel nach Teams
| Club        | Champion | Champion-Jahre                                                                  |
| ----------- | -------- | ------------------------------------------------------------------------------- |
| Roter Stern | 9        | 2014–15, 2015–16, 2016–17, 2017–18, 2018–19, 2020–21, 2021–22, 2022–23, 2023–24 |
| Partizan    | 9        | 2006–07, 2007–08, 2008–09, 2009–10, 2010–11, 2011–12, 2012–13, 2013–14, 2024–25 |